# Кольцевая линия (Санкт-Петербург)
Кольцева́я линия (в различных источниках также встречается название О́хтинско-Петрогра́дская) — планируемая к постройке замкнутая седьмая линия Петербургского метрополитена, которая должна связать пересадками радиальные линии, улучшив связь соседних районов города и разгрузив центральные пересадочные узлы. Её проектирование началось ещё в конце 1950-х годов: варианты трассировки постоянно менялись, но общая концепция сохранялась. Строительство станций и перегонных тоннелей самой линии не начиналось, однако косвенно к её готовым объектам можно отнести открытую в 1997 году двухъярусную станцию «Спортивная»: два из её четырёх путей относятся к действующей Фрунзенско-Приморской линии, а другие два — к будущей Кольцевой. Открытие  линии планируется к 2045 году. Движение поездов должно быть запущено от станции «Лесная-2» по часовой стрелке.

## История проектирования
Уже вскоре после открытия первой очереди Ленинградского метрополитена появились проекты развития, предусматривающие наличие кольцевых линий, которые, аналогично кольцевым линиям в других городах, были призваны обойти центр города и пересекать все радиальные линии, таким образом разгружая их. Так, проект, предположительно, 1959 года предусматривал линию, на юге города проходящую параллельно Центральной дуговой магистрали от современной станции «Ленинский проспект» на восток через «Московскую», «Проспект Славы» (тогда предполагалось назвать станцию в том районе «Волковский проспект»), «Ломоносовскую», далее по правому берегу Невы через Большую Охту, Полюстрово и «Выборгскую», а затем через «Петроградскую» и затем на Крестовский остров к стадиону имени Кирова (перестроен в стадион «Газпром Арена»).
В виде отдельной линии предусматривался также участок от «Балтийской» до «Петроградской», включая промежуточные станции «Садовая улица» (западнее современной «Садовой», вглубь Коломны), «Площадь Труда», «8-я линия В. О.» (современная «Василеостровская»), «Стадион имени Ленина» (современная «Спортивная»), «Введенская» и «Площадь Льва Толстого» (современная «Петроградская»).
Позднее от строительства участка, соединяющего в широтном направлении южные районы города, отказались (такую связь тогда предполагалось возложить на неосуществлённый проект «Надземный экспресс»). Проект 1995 года объединял участки от «Василеостровской» до «Петроградской» и от «Петроградской» в сторону Правого берега в одну линию, имевшую проектное название «Охтинско-Петроградская». Из трассировки линии исчезла промежуточная станция «Введенская», а в районе пересечения с Правобережной линией трасса была смещена на восток, на станцию «Ладожская». Линию от «Василеостровской» до «Ладожской», состоящую из 10 станций, предполагалось ввести в эксплуатацию до 2010 года.
В проекте 2002 года у линии появились продолжения в обе стороны — на западе — от «Василеостровской» до «Нарвской» с промежуточной пересадочной станцией «Театральная» и станцией «Площадь Репина». На востоке линию предполагалось от «Ладожской» продлить до станции «Ржевка», с двумя промежуточными станциями — «Ириновский проспект» и «Проспект Косыгина».
Согласно проекту, утверждённому на заседании правительства Санкт-Петербурга 23 января 2008 года, восточную часть линии за станцией «Площадь Калинина» было предложено запустить в составе планируемой Красносельско-Калининской линии, а уже затем объединить с Кольцевой линией (подобно тому, как до 2009 года были объединены линия 4 и линия 5). На западе линия также получила изменения в трассировке: пересадка на Правобережную линию была смещена западнее, на станцию «Большой проспект», а после этого линию планировалось довести до «Боровой».
На заседании городского правительства 28 июня 2011 года была утверждена новая перспективная схема развития Петербургского метрополитена. Кольцевая линия, наконец, получила полностью замкнутый контур. Трасса в районе пересечения с Кировско-Выборгской линией была смещена на север, до станции «Лесная», а на юге трассировка прошла через существующие станции «Нарвская», «Парк Победы», «Международная» и «Елизаровская», включив, в сумме с планирующимися пересадками и промежуточными станциями, 18 станций.
В 2014 году в районе Полюстрово были обозначены две новых промежуточных станции — «Арсенальная» и «Полюстровский проспект». СМИ сообщили о решении городских властей начать инженерные изыскания на нескольких будущих линиях метрополитена, в том числе на первой очереди Кольцевой линии от «Большого проспекта-2» до «Лесной-2».
18 августа 2017 года губернатор Санкт-Петербурга Георгий Полтавченко подписал план Кольцевой линии. В сентябре 2022 года Смольный объявил конкурс на проект планировки территории будущей линии.
В сентябре 2023 года власти определились с местом под депо Кольцевой линии — им станет бывший трамвайно-механический завод на Чугунной улице, 2.
В 2024 год на общественные обсуждения вынесли проект депо «Ладожское», которое должно будет обслуживать Кольцевую линию и располагаться у перекрёстка проспекта Косыгина и улицы Передовиков.

## Текущая трассировка линии
| Станция                  | Пересадка на             | Годы открытия      | Предполагаемое расположение и доп. сведения |
| ------------------------ | ------------------------ | ------------------ | --- |
| Лесная                   | ➜ Лесная                 | не ранее 2045 года | |
| Арсенальная              |                          | неизвестно         | Полюстровский проспект / Литовская улица |
| Площадь Калинина         |                          | неизвестно         | площадь Калинина. Во 2-й половине 2000-х пересадка на 6-ю линию планировалась здесь.                                                                       |
| Полюстровский проспект   | ➜ Полюстровский проспект | неизвестно         | Полюстровский проспект / Пискарёвский проспект |
| Большеохтинская          | ➜ Большеохтинская        | неизвестно         | Красногвардейская площадь, бывший шведский город Ниеншанц                                                                                                  |
| Ладожская                | ➜ Ладожская              | неизвестно         | Ладожский вокзал. Одно из возможных мест расположения вестибюля станции — нежилая зона Дача Долгорукова на территории Красногвардейского района.           |
| Дальневосточный проспект |                          | неизвестно         | Дальневосточный проспект / улица Коллонтай |
| Елизаровская             | ➜ Елизаровская           | неизвестно         | |
| Фарфоровская             |                          | неизвестно         | ЖД платформа «Фарфоровская» |
| Международная            | ➜ Международная          | неизвестно         | |
| Витебский проспект       |                          | неизвестно         | Витебский проспект / Бассейная улица |
| Парк Победы              | ➜ Парк Победы            | неизвестно         | |
| Броневая                 | ➜ Броневая               | неизвестно         | ЖД станция «Броневая» |
| Нарвская                 | ➜ Нарвская               | неизвестно         | |
| Двинская                 | ➜ Двинская               | неизвестно         | Гутуевский остров, Двинская улица |
| Горный институт          | ➜ Горный институт        | неизвестно         | |
| Средний проспект         | ➜ Василеостровская       | неизвестно         | По данным на 1989 год, у станции планировался отдельно стоящий наземный вестибюль около пересечения Среднего проспекта с 6-й линией Васильевского острова. |
| Спортивная               | ➜ Спортивная             | 1997               | Двухъярусная кросс-платформенная пересадочная станция, на данный момент функционирующая в составе Фрунзенско-Приморской линии.                             |
| Петроградская            | ➜ Петроградская          | не ранее 2045 года | Возможное местоположение наземного вестибюля — угол улиц Льва Толстого и Петропавловской.                                                                  |
| Кантемировская           |                          | не ранее 2045 года | Кантемировская улица / Выборгская набережная |

## Состояние

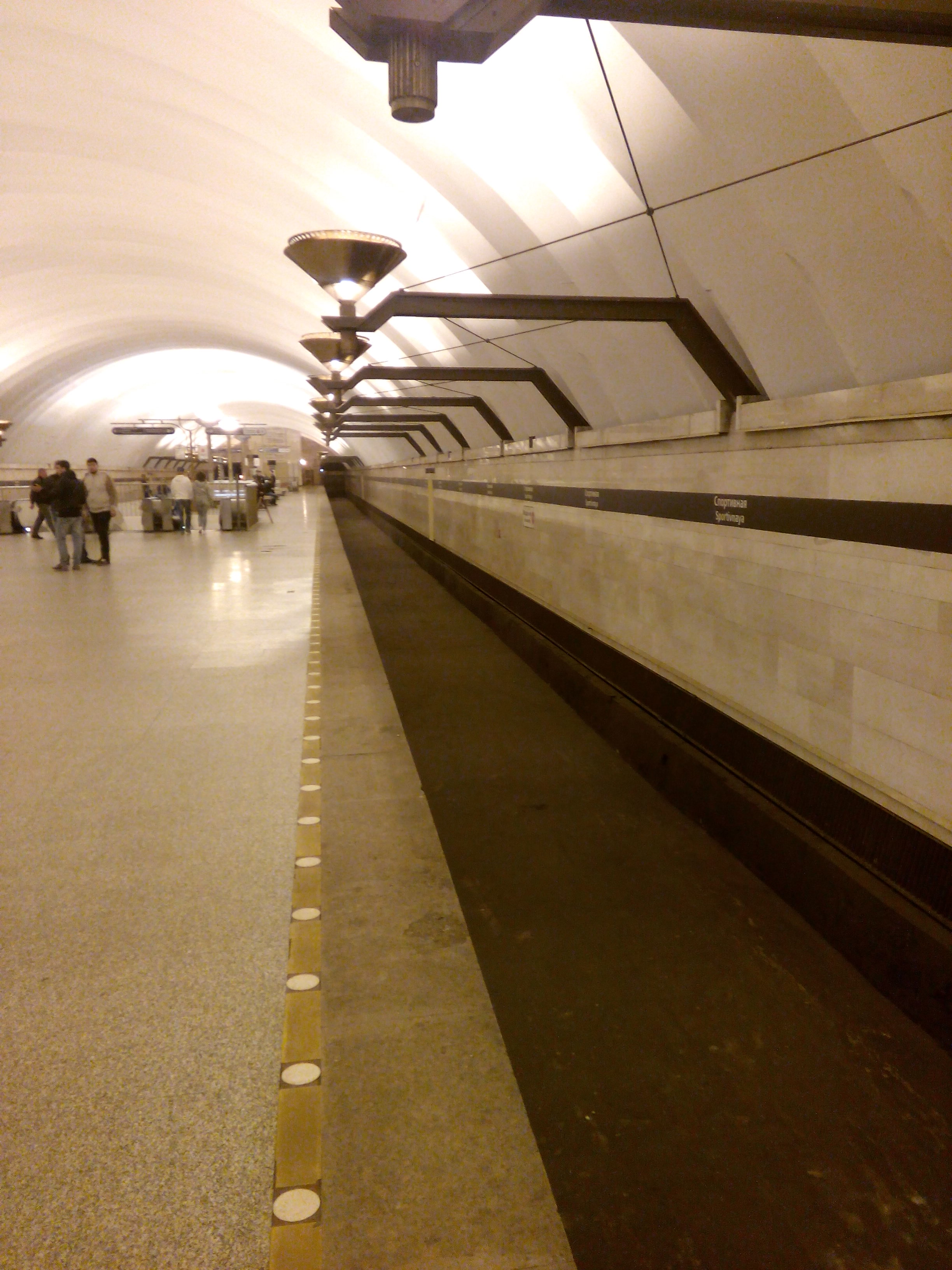
Платформа станции «Спортивная»

Строительство перегонных тоннелей и станций, относящихся непосредственно к линии, не начато. Единственный объект, находящийся в завершённом состоянии и относящийся к Кольцевой линии метро — станция «Спортивная», открытая в 1997 году и действующая в составе 5 линии.
Обслуживанием линии будет заниматься электродепо «Ладожское», которое будет располагаться за одноимённой станцией. Площадь будущего электродепо составит 29,5 га, протяжённость — 0,8 км, в нефах разместится 41 канава. Разработкой проектной документации занимается институт «Трансэкопроект», который должен подготовить её не позднее 2024 года[обновить данные].
В 2018 году начались предпроектные работы по Кольцевой линии метрополитена.

### Комментарии
1. ↑  Все линии в навигации обозначены номерами[1], в то время как в рабочей документации используются полные названия, образованные от соединяемых линиями районов[2]. До 1993 года полные названия применялись и в самом метро[3]